# Qaymariyya
Al-Qaymariyya (tiếng Ả Rập: القيمرية) là một phần tư của Thành phố cổ Damascus. Nó nằm ở trung tâm của Thành phố Cổ, giáp với bức tường phía đông của Nhà thờ Hồi giáo Umayyad. Nó có dân số 4.034 trong cuộc điều tra dân số năm 2004.

## Lịch sử
Vào cuối thế kỷ 19 và đầu thế kỷ 20, al-Qaymariyya là khu dân cư, trung lưu, chủ yếu là nhà của các doanh nhân Damascus. Trong cuộc điều tra dân số ủy nhiệm Pháp năm 1936, Qaymariyya có dân số 5,817 người Hồi giáo và 241 Kitô hữu.